# Попово-Косьцельне (Мазовецьке воєводство)
Попово-Косьцельне (пол. Popowo Kościelne) — село в Польщі, у гміні Сомянка Вишковського повіту Мазовецького воєводства.
Населення — 165 осіб (2011).
У 1975-1998 роках село належало до Остроленцького воєводства.

## Демографія
Демографічна структура станом на 31 березня 2011 року:
|          | Загалом | Допрацездатний вік | Працездатний вік | Постпрацездатний вік |
| -------- | ------- | ------------------ | ---------------- | -------------------- |
| Чоловіки | 79      | 16                 | 54               | 9                    |
| Жінки    | 86      | 17                 | 48               | 21                   |
| Разом    | 165     | 33                 | 102              | 30                   |